# Unterreichenbach (Birstein)
Unterreichenbach ist ein Ortsteil der Gemeinde Birstein im hessischen Main-Kinzig-Kreis. Der Ort liegt im unteren Vogelsberg nordöstlich von Birstein am Reichenbach.

## Geschichte

### Ortsgeschichte
Die älteste bekannte Erwähnung von Unterreichenbach erfolgte um das Jahr 810 unter dem Namen „Richenbah“.
In historischen Dokumenten späterer Zeit ist der Ort unter folgenden Ortsnamen belegt (in Klammern das Jahr der Erwähnung): Richenbah (um 850) und Richenbach (1279).
Das Dorf kam 1816 nach dem Wiener Kongress vom Fürstentum Isenburg-Birstein zum Kurfürstentum Hessen und mit der preußischen Annexion Kurhessens 1866 an Preußen.
Im Jahre 1939 gehörte der Ort zum Landkreis Gelnhausen und hatte 386 Einwohner.
Im Zuge der Gebietsreform in Hessen wurde die bis dahin selbstständige Gemeinde Unterreichenbach zum 1. April 1972 auf freiwilliger Basis in die Gemeinde Birstein eingemeindet. Für Unterreichenbach, wie für alle eingegliederten ehemals eigenständigen Gemeinden von Birstein, wurde ein Ortsbezirk gebildet.

### Verwaltungsgeschichte im Überblick
Die folgende Liste zeigt die Staaten und Verwaltungseinheiten, denen Unterreichenbach angehört(e):
- vor 1806: Heiliges Römisches Reich, Fürstentum Isenburg-Birstein, Gericht Reichenbach (oder Birstein)
- ab 1806: Fürstentum Isenburg (Rheinbund),[Anm. 2] Gericht Reichenbach
- ab 1813: Generalgouvernement Frankfurt,[Anm. 3] Gericht Reichenbach
- ab 1815: Kaisertum Österreich,[Anm. 4] Gericht Reichenbach
- ab 1816: Kurfürstentum Hessen,[Anm. 5] Amt Wenings, Gericht Reichenbach
- ab 1821: Kurfürstentum Hessen, Kreis Salmünster[Anm. 6]
- ab 1830: Kurfürstentum Hessen, Kreis Gelnhausen
- ab 1848: Kurfürstentum Hessen, Bezirk Hanau
- ab 1851: Kurfürstentum Hessen, Kreis Gelnhausen
- ab 1867: Königreich Preußen,[Anm. 7] Provinz Hessen-Nassau, Regierungsbezirk Kassel, Kreis Gelnhausen
- ab 1871: Deutsches Reich, Königreich Preußen, Provinz Hessen-Nassau, Regierungsbezirk Kassel, Kreis Gelnhausen
- ab 1918: Deutsches Reich,[Anm. 8] Freistaat Preußen, Provinz Hessen-Nassau, Regierungsbezirk Kassel, Kreis Gelnhausen
- ab 1944: Deutsches Reich, Freistaat Preußen, Provinz Kurhessen, Landkreis Gelnhausen
- ab 1945: Amerikanische Besatzungszone,[Anm. 9] Groß-Hessen, Regierungsbezirk Wiesbaden, Landkreis Gelnhausen
- ab 1946: Amerikanische Besatzungszone, Hessen, Regierungsbezirk Wiesbaden, Landkreis Gelnhausen
- ab 1949: Bundesrepublik Deutschland, Hessen, Regierungsbezirk Wiesbaden, Landkreis Gelnhausen
- ab 1968: Bundesrepublik Deutschland, Hessen, Regierungsbezirk Darmstadt, Landkreis Gelnhausen
- ab 1972: Bundesrepublik Deutschland, Land Hessen, Regierungsbezirk Darmstadt, Landkreis Gelnhausen, Gemeinde Birstein
- ab 1974: Bundesrepublik Deutschland, Land Hessen, Regierungsbezirk Darmstadt, Main-Kinzig-Kreis, Gemeinde Birstein

## Bevölkerung
Einwohnerstruktur 2011
Nach den Erhebungen des Zensus 2011 lebten am Stichtag dem 9. Mai 2011 in Unterreichenbach 609 Einwohner. Darunter waren 15 (2,5 %) Ausländer. Nach dem Lebensalter waren 111 Einwohner unter 18 Jahren, 270 zwischen 18 und 49, 138 zwischen 50 und 64 und 90 Einwohner waren älter. Die Einwohner lebten in 237 Haushalten. Davon waren 54 Singlehaushalte, 63 Paare ohne Kinder und 90 Paare mit Kindern, sowie 24 Alleinerziehende und 3 Wohngemeinschaften. In 36 Haushalten lebten ausschließlich Senioren und in 174 Haushaltungen lebten keine Senioren.
Einwohnerentwicklung
- 1666: 22 Haushaltungen mit 128 Personen[1]
- 1770: 56 Haushaltungen[1]

| Unterreichenbach: Einwohnerzahlen von 1834 bis 2023 | Unterreichenbach: Einwohnerzahlen von 1834 bis 2023 | Unterreichenbach: Einwohnerzahlen von 1834 bis 2023 | Unterreichenbach: Einwohnerzahlen von 1834 bis 2023 | Unterreichenbach: Einwohnerzahlen von 1834 bis 2023 |
| --- | --------------------------------------------------- | --------------------------------------------------- | --------------------------------------------------- | --------------------------------------------------- |
| Jahr |                                                     |                                                     |                                                     | Einwohner                                           |
| 1834 | 1834                                                |                                                     | 434                                                 | 434                                                 |
| 1840 | 1840                                                |                                                     | 437                                                 | 437                                                 |
| 1846 | 1846                                                |                                                     | 416                                                 | 416                                                 |
| 1852 | 1852                                                |                                                     | 390                                                 | 390                                                 |
| 1858 | 1858                                                |                                                     | 391                                                 | 391                                                 |
| 1864 | 1864                                                |                                                     | 385                                                 | 385                                                 |
| 1871 | 1871                                                |                                                     | 398                                                 | 398                                                 |
| 1875 | 1875                                                |                                                     | 403                                                 | 403                                                 |
| 1885 | 1885                                                |                                                     | 398                                                 | 398                                                 |
| 1895 | 1895                                                |                                                     | 406                                                 | 406                                                 |
| 1905 | 1905                                                |                                                     | 416                                                 | 416                                                 |
| 1910 | 1910                                                |                                                     | 430                                                 | 430                                                 |
| 1925 | 1925                                                |                                                     | 419                                                 | 419                                                 |
| 1939 | 1939                                                |                                                     | 386                                                 | 386                                                 |
| 1946 | 1946                                                |                                                     | 561                                                 | 561                                                 |
| 1950 | 1950                                                |                                                     | 594                                                 | 594                                                 |
| 1956 | 1956                                                |                                                     | 563                                                 | 563                                                 |
| 1961 | 1961                                                |                                                     | 559                                                 | 559                                                 |
| 1967 | 1967                                                |                                                     | 555                                                 | 555                                                 |
| 1970 | 1970                                                |                                                     | 553                                                 | 553                                                 |
| 1980 | 1980                                                |                                                     | ?                                                   | ?                                                   |
| 1990 | 1990                                                |                                                     | ?                                                   | ?                                                   |
| 2000 | 2000                                                |                                                     | ?                                                   | ?                                                   |
| 2011 | 2011                                                |                                                     | 609                                                 | 609                                                 |
| 2023 | 2023                                                |                                                     | 501                                                 | 501                                                 |
| Datenquelle: Historisches Gemeindeverzeichnis für Hessen: Die Bevölkerung der Gemeinden 1834 bis 1967. Wiesbaden: Hessisches Statistisches Landesamt, 1968. Weitere Quellen: ; Gemeinde Birstein:; Zensus 2011 |                                                     |                                                     |                                                     |                                                     |

 Historische Religionszugehörigkeit
| • 1885: | 380 evangelische (= 95,84 %), 18 jüdische (= 4,52 %) Einwohner     |
| • 1961: | 782 evangelische (= 86,23 %), 74 katholische (= 13,24 %) Einwohner |

## Politik
Für Unterreichenbach besteht ein Ortsbezirk (Gebiete der ehemaligen Gemeinde Unterreichenbach) mit Ortsbeirat und Ortsvorsteher nach der Hessischen Gemeindeordnung.
Der Ortsbeirat besteht aus fünf Mitgliedern. Bei den Kommunalwahlen in Hessen 2021 betrug die Wahlbeteiligung zum Ortsbeirat 60,4 %. Alle Kandidaten gehörten der „Bürgerliste Unterreichenbach“ an. Der Ortsbeirat wählte Edmund Schenk zum Ortsvorsteher.

## Kultur und Sehenswürdigkeiten

### Kulturdenkmäler
- „Vogelsberger Dom“, die evangelisch-reformierte Kirche des Orts, wurde nach Abbruch der alten Kirche von 1748 bis 1754 als Querkirche errichtet.[9][10]
- „Mittelalterliche Gerichtsstätte“ beim ehemaligen Obertor, vor dem Friedhof

Siehe: Liste der Kulturdenkmäler in Birstein-Unterreichenbach

### Naturdenkmäler
- „Gerichtslinden“, eine Baumgruppe aus drei historischen Gerichtslinden am Nordausgang des Dorfes.
Sie stehen im flächigen Kulturdenkmal „mittelalterliche Gerichtsstätte“.[11]

Siehe: Liste der Naturdenkmale in Birstein

### Vereine
- Dalles Kicker
- Freiwillige Feuerwehr Unterreichenbach
- Jagdgenossenschaft Unterreichenbach
- KSG Unterreichenbach
- Landfrauenverein Unterreichenbach
- Männer-Gesangverein Eintracht

## Persönlichkeiten
- Henry Aaron Stern (1820–1885), britischer anglikanischer Missionar